# Liga für die Vereinten Nationen in der DDR
Die Liga für die Vereinten Nationen in der DDR war eine gesellschaftliche Organisation der DDR zur Förderung der Tätigkeit der UNO mit Sitz in Ost-Berlin. Sie bestand von 1954 bis 1990.

## Gründung
Am 29. Juli 1954 wurde in Berlin die „Deutsche Liga für die Vereinten Nationen“ gegründet. Später wurde sie umbenannt in „Liga für die Vereinten Nationen in der DDR“, um sie von der bundesdeutschen Deutschen Gesellschaft für die Vereinten Nationen abzugrenzen. Im Jahre 1966 wurden beide deutschen UN-Organisationen als ordentliche Mitglieder der „Weltföderation der Vereinigungen für die Vereinten Nationen“ (FUNA) aufgenommen. Bei den Abstimmungen verhielt sich die DDR-Liga konform mit den entsprechenden Organisationen der UdSSR und der Staaten des Warschauer Pakts.

## Innere Organisation
Die Leitung der Liga hatte ein Präsidium inne, das von seinen Präsidenten Gerhard Hahn und dessen Stellvertretern, u. a. Harry Wünsche, geleitet wurde. In einigen Städten waren örtliche Arbeitsgruppen der Liga tätig, in Weimar z. B. unter Vorsitz des Universitätsdozenten Erich Taubert. Weitere Arbeitskreise bestanden unter anderem in Dresden und Rostock. Die Liga berief jährliche Mitgliederversammlungen ein. Zwischen den Jahresversammlungen besorgte ein Exekutivkomitee die Tätigkeit der Organisation. Zudem bestand eine Revisionskommission.

## Veröffentlichungen
- Dt. Liga f. d. Vereinten Nationen (Hrsg.): Das deutsche Volk und die Vereinten Nationen [Antrag d. Staatsrates d. DDR auf Mitgliedschaft d. DDR in d. Organisation d. Vereinten Nationen]